# Pablo Urtasun
Pablo Urtasun Pérez (Urdiáin, Espanha, 29 de março de 1980) é um ciclista espanhol que foi profissional entre 2005 e 2016.

## Trajetória
Estreiou como profissional em 2005 com a equipa Kaiku ainda que já no final de 2003 esteve à prova (stagiaire) na equipa Team CSC. Durante 2004 conseguiu uma vitória de etapa na corrida profissional da Volta a Navarra sendo seu resultado mais destacado em sua etapa amador.
Em 9 de novembro de 2016 anunciou sua retirada do ciclismo depois de catorze temporadas como profissional e com 36 anos de idade. Depois desta retirada converteu-se em diretor desportivo da equipa japonesa Team Ukyo, equipa Continental e vencedor do UCI Asia Tour por esquadras. Em 2020 passou a dirigir à equipa Kern Pharma.

## Palmarés
- 2006
  - 1 etapa da Volta ao Alentejo

- 2007
  - 1 etapa da Volta à La Rioja

- 2008
  - 1 etapa da Volta às Astúrias

- 2010
  - 1 etapa da Volta às Astúrias

- 2012
  - 1 etapa da Volta à Grã-Bretanha

- 2013
  - 1 etapa da Volta a Castela e Leão

## Resultados em Grandes Voltas
Durante a sua carreira desportiva conseguiu os seguintes postos nas Grandes Voltas:
| Corrida | Corrida         | 2005 | 2006 | 2007 | 2008 | 2009 | 2010  | 2011  | 2012  | 2013  | 2014 | 2015 | 2016 |
| ------- | --------------- | ---- | ---- | ---- | ---- | ---- | ----- | ----- | ----- | ----- | ---- | ---- | ---- |
|         | Giro d'Italia   | —    | —    | —    | —    | —    | —     | —     | —     | Ab.   | —    | —    | —    |
|         | Tour de France  | —    | —    | —    | —    | —    | —     | 149.º | 134.º | —     | —    | —    | —    |
|         | Volta a Espanha | —    | —    | —    | —    | —    | 101.º | —     | —     | 122.º | —    | —    | —    |

—: não participa

Ab.: abandono

## Equipas
- - Team CSC (2003)[3]
  - Kaiku (2005-2006)
  - Liberty Seguros Continental (2007-2008)
  - Euskaltel-Euskadi (2009-2012)
  - Euskaltel Euskadi (2013)
  - PinoRoad (2014)[4]
  - Team Ukyo (2015)
  - Funvic Soul Cycles-Carrefour (2016)